# Theater (Bauwerk)
| Dieser Artikel wurde auf der Qualitätssicherungsseite des WikiProjekts Planen und Bauen eingetragen. Dies geschieht, um die Qualität der Artikel aus den Themengebieten Bautechnik, Architektur und Planung auf ein akzeptables Niveau zu bringen. Dabei werden Artikel, die nicht maßgeblich verbessert werden können, möglicherweise in die allgemeine Löschdiskussion gegeben. Hilf mit, die inhaltlichen Mängel dieses Artikels zu beseitigen, und beteilige dich an der Diskussion! |

Das Theater als Bauform in der Architektur ist im antiken Griechenland entwickelt worden, mit Sitzreihen im Zuschauerraum, mit Orchestra und Bühne (Skene). Orchestra war der Graben zwischen Zuschauerräumen und der Bühne. Daher kommt das heutige Wort Orchester. Das Theater war so gebaut, dass man überall im Theater alles hören konnte. Früher durften alle, außer den Sklaven, das Theater besuchen. Im Theater der griechischen Antike durften nur Männer auf die Bühne, später in den Theatern der Römer mit ähnlicher Bauform durften auch Frauen mitspielen.
Der erste feste und geschlossene Theaterbau seit der Antike war das Teatro Olimpico in Vicenza, ab 1580 von Andrea Palladio errichtet und 1585 durch Vincenzo Scamozzi fertiggestellt. Erster frei stehender Theaterbau in Deutschland war das 1606 fertiggestellte Ottoneum in Kassel. Ein weiterer wichtiger Theaterbau in Deutschland war das in Ulm im Jahr 1641 nach den Plänen des Stadtbaumeisters Joseph Furttenbach erbaute Theater in der dortigen Lateinschule. In der damals freien Reichsstadt (und Hauptstadt des Schwäbischen Bundes) wurde wegen des großen Publikumsandrangs zu Theateraufführungen ein „Zweckbau“ für das Theater errichtet, der bereits Vorhang und Orchestergraben hatte und mit einer wie auf italienischen Bühnen üblichen Technik ausgestattet war, unter anderem also mit prismenförmigen, drehbaren Kulissen (Telari). In diesem Theater gab es für das Publikum 600 in ansteigender Folge angeordnete Sitzplätze und 150 Stehplätze. Schon 1650 wurde es auf 1000 Plätze vergrößert.
Die moderne Entwicklung des Theaterbaus geht im 19. und 20. Jahrhundert über Gottfried Semper und Richard Wagner zu Max Littmann, die den damals üblichen Logenbau durch eine amphitheatralische Anordnung der Sitzreihen überwanden. Der Zuschauerraum in einem Entwurf für das Erste Dresdner Hoftheater (Semper) ist bereits halbkreisförmig, in den Entwürfen für ein Wagner-Festspielhaus in München (Semper mit Wagner) erprobten die beiden dann amphitheatralische Anordnungen. Wagner und sein Architekt Otto Brückwald perfektionieren diese Bauform im Bayreuther Festspielhaus.
Walter Gropius umschloss 1926 mit dem Konzept des Totaltheaters die Bühne wieder vollständig, aber nicht wie beim römischen Amphitheater durch einen geschlossenen Sitzreihenring, sondern durch zwei gegenüberliegende Zuschauerräume.